# Rafael Orozco Maestre

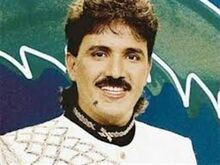
Rafael Orozco Maestre (1990)

Rafael José Orozco Maestre (* 24. März 1954 in Becerril, Departamento del Cesar; † 11. Juni 1992 in Barranquilla, Atlántico) war ein kolumbianischer Sänger und einer der Hauptvertreter der populären Vallenato-Musik. Er spielte zusammen mit dem Akkordeonisten Israel Romero in der Vallenato-Gruppe Binomio de Oro de América, die in Kolumbien, Mexiko und Venezuela sehr beliebt war. Einen seiner berühmtesten Songs, Solo para tí, Rafael Orozco, widmete er seiner Frau Clara Elena Cabello. Orozco wurde von bewaffneten Männern in seinem Haus ermordet.
Im Jahr 2012 strahlte Caracol TV, Kolumbiens größter Fernsehsender, eine Telenovela über das Leben von Orozco aus. Der Schauspieler Alejandro Palacio spielte im Film Rafael Orozco, el ídolo die Titelrolle.

## Biografie
Maestre wurde in Becerril, dem damaligen Departement Magdalena, im Haus von "Rafita" Orozco und Cristina Maestre geboren. Er vollendete die Sekundarstufe am Colegio Nacional Loperena de Valledupar und gewann in einer Kulturwoche einen Gesangswettbewerb. 
Rafael Orozco heiratete am 5. März 1976 Clara Elena Cabello Sarmiento (Urumita, Guajira) in der Kirche Santa Bernardita in Barranquilla. Sie hatten drei Töchter, Kelly Johanna, Wendy Giolanny und Loraine.
Orozco wurde am 11. Juni 1992 in seinem Haus von bewaffneten Männern getötet.

## Diskografie (Auswahl)
- 1977: Binomio de Oro (album 1977)
- 1977: Por lo Alto
- 1978: Enamorado como Siempre
- 1978: Los Elegidos (album)
- 1979: Super Vallenato
- 1980: Clase Aparte (album)
- 1980: De Cache
- 1981: 5 Años de Oro
- 1982: Festival Vallenato (album)
- 1982: Fuera de Serie (album)
- 1983: Mucha Calidad (album)
- 1984: Somos Vallenato
- 1985: Superior (album vallenato)
- 1986: Binomio de Oro (album 1986)
- 1987: En Concierto (album vallenato)
- 1988: Internacional (album vallenato)
- 1989: De Exportación
- 1990: De Fiesta con el Binomio
- 1991: Por Siempre (album vallenato)
- 1991: De América